# Епископ горњокарловачки Сава
Сава (световно Светозар Трлајић; Мол, 19. јул 1884 — Велебит, август 1941) је био епископ горњокарловачки од 1938. до 1941. Убили су га усташе у такозваној НДХ. Српска православна црква га је 1998. прогласила за свештеномученика.

## Биографија
Рођен је као Светозар Трлајић 19. јула 1884. године у Молу од оца Стефана и мајке Јелисавете рођене Каракашевић. Основну школу је завршио у родном месту, потом гимназију са великом матуром у Новом Саду и Богословију у Сремским Карловцима. После тога је завршио Правни факултет Универзитета у Београду, а правосудни испит је положио на Правном факултету у Загребу.
У чин ђакона рукоположио га је епископ темишварски Георгије Летић 19. јануара 1909. године, а у чин презвитера 27. јануара 1909. Као парохијски свештеник службовао је у Печки и Башаиду (1911-1927). Почетком 1927. године изабран је за референта, а убрзо и за главног секретара Светог архијерејског синода.
Као удов свештеник, замонашио се 27. октобра 1929. у манастиру Крушедолу. Убрзо је произведен у чин протосинђела и архимандрита, и постављен за старешину манастира Крушедола. За викарног епископа сремског посвећен је 30. септембра 1934. године. Хиротонисао га је патријарх српски Варнава у Сремским Карловцима уз саслужење епископа тимочког Емилијана, нишког Јована, захумско-херцеговачког Тихона и злетовско-струмичког Симеона. За епископа горњокарловачког изабран је 22. јуна 1938. године. После смрти епископа пакрачког Мирона 1941. године, био је и администратор Пакрачке епархије. Прву архијерејску службу у пакрачкој Саборној цркви служио је почетком марта, после седам година паузе, јер је епископ Мирон био онемогућен ломом ноге.

Почетком Другог светског рата у Југославији, 1941. године, одбио је понуду италијанских окупационих снага да напусти епархију и пређе у Београд. По сведочењу свештеника Јована Силашког, Алојзије Степинац
 је владици Сави претио. Поручио му је да уколико не напусти хрватски Карловац биће ликвидиран. На то му је владика Сава одговорио: Главу дајем, али свој народ не остављам!  Ухапшен је 17. јула 1941. и заточен заједно са још тројицом српских свештеника и тринаест угледних Срба у шталу усташе Јосипа Томљеновића у Плашком. После мучења усташе су владику Саву, заједно са свештеницима: Богољубом Гаковићем, Ђуром Стојановићем и Станиславом Насадилом, везали у ланце и 19. јула одвели у Госпић. Ту су мучени све до половине августа, када је владика одведен са 2.000 Срба према планини Велебит. Негде на овој планини мученички је пострадао.
На редовном заседању Светог архијерејског сабора 1998. године, владика Сава проглашен је за светог и уврштен у Именослов Српске православне цркве као „свештеномученик“.
Од 2008. године улица Нова 6. у Бусијама, приградском насељу Београда, носи име по епископу Сави Трлајићу.